# Indotyphlops pammeces
Espèce
Synonymes
- Typhlops pammeces Günther, 1864
- Typhlops psammophilus Annandale, 1906

Statut de conservation UICN

 LC  : Préoccupation mineure
Indotyphlops pammeces est une espèce de serpents de la famille des Typhlopidae. 

## Répartition
Cette espèce est endémique du Tamil Nadu en Inde.,.

## Publication originale
- Günther, 1864 : The reptiles of British India, p. 1-452 (texte intégral).